# James D. Thurman

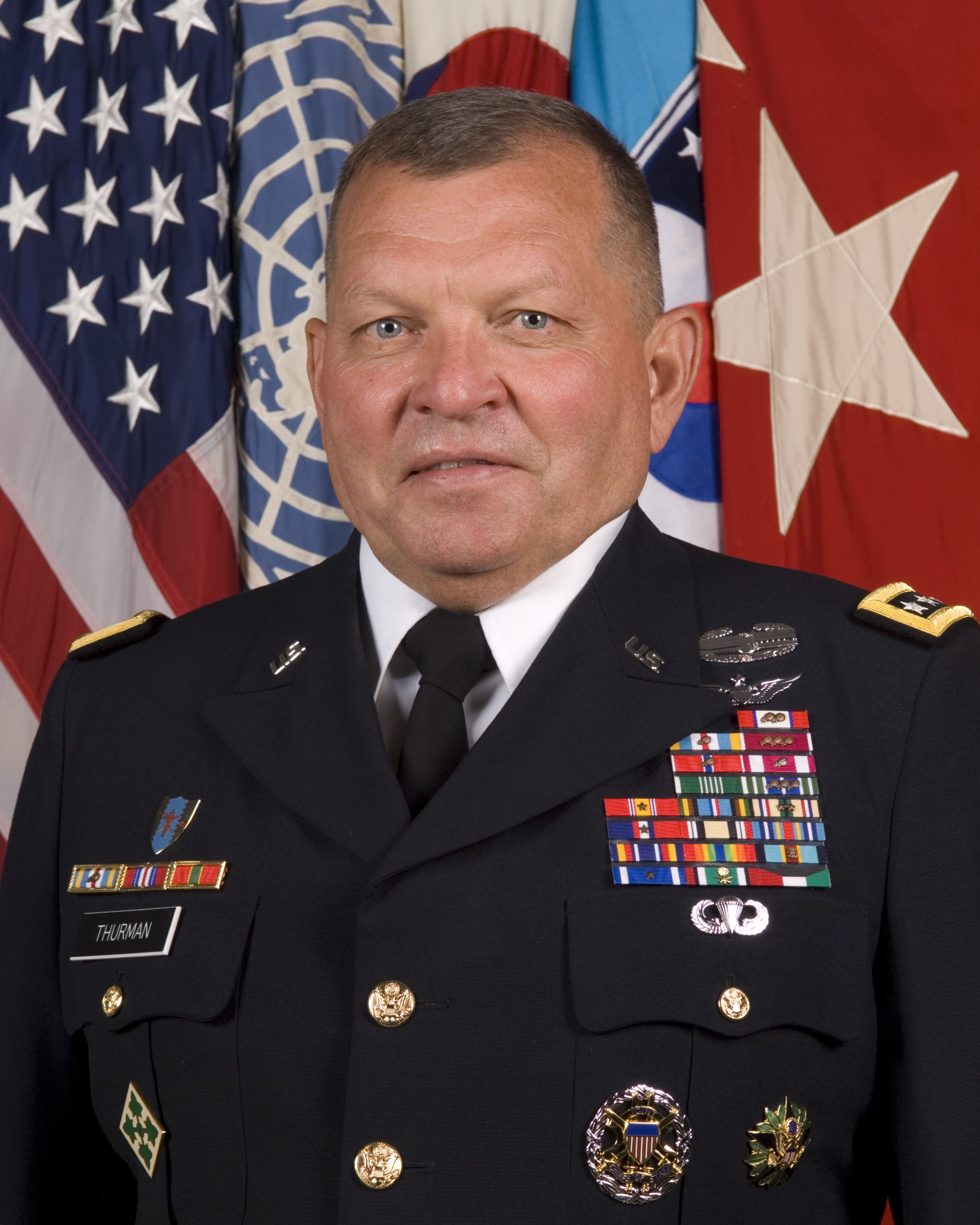
James David Thurman (2011)

James David Thurman (* 19. September 1953 in Gainesville, Cooke County, Texas) ist ein pensionierter General der United States Army. Er war unter anderem Kommandeur der Amerikanischen Streitkräfte in Südkorea.
Thurman wurde zwar in Texas geboren, wuchs aber in Marietta in Oklahoma auf. Über das ROTC-Programm der East Central Oklahoma University gelangte er im Jahr 1975 als Leutnant in das Offizierskorps des US-Heeres. In der Armee durchlief er anschließend alle Offiziersränge vom Leutnant bis zum Vier-Sterne-General.
Im Lauf seiner militärischen Karriere absolvierte James Thurman verschiedene Kurse und Schulungen. Dazu gehörten unter anderem der Officer Rotary Wing Aviator Course, der Armor Officer Advanced Course, der Aviator Qualification Course, das Command and General Staff College und das United States Army War College.
In seinen jüngeren Jahren absolvierte er den für Offiziere in den niederen Rangstufen üblichen Dienst in unterschiedlichen Einheiten und Standorten. Dazu gehörten auch Aufgaben als Stabsoffizier in verschiedenen Hauptquartieren. Im weiteren Verlauf seiner militärischen Karriere kommandierte er militärische Einheiten auf fast allen Ebenen. Dabei war er mehrfach in Deutschland stationiert.
In den Jahren 1989 bis 1991 war Thurman Stabsoffizier in einem Bataillon, das der 1. Kavalleriedivision unterstand. Ab 1990 nahm er mit seiner Einheit am Zweiten Golfkrieg teil. Danach setzte er seine Offizierslaufbahn fort. Er leitete unter anderem die Operations Group beim National Training Center in Fort Irwin in Kalifornien. Nach einer Zeit in Italien als Stabsoffizier beim Southern Europe, Regional Command wurde er Kommandeur des National Training Centers. Später gehörte er der Stabsabteilung G3 im Heeresministerium an. In den Jahren 1999 und 2000 leitete er die Planungsabteilung im Hauptquartier der alliierten Truppen im Kosovo.
Während des Irakkriegs war Thurman in Kuwait stationiert, wo er als Stabsoffizier für militärische Planungen der alliierten Landstreitkräfte zuständig war. Danach kehrte er zum Heeresministerium in Washington, D.C. zurück, wo er erneut in der Stabsabteilung G3 tätig war. Dort leitete er die Unterabteilung Army Aviation Task Force, die sich mit der Heeresfliegerei befasste.
Am 18. Juni 2004 wurde James Thurman als Nachfolger von Raymond T. Odierno neuer Kommandeur der 4. Infanteriedivision. Dieses Kommando bekleidete er bis zum 19. Januar 2007. In dieser Zeit wurde die Division, die erst kurz zuvor aus dem Irak zurückgekehrt war, erneut in dieses Land versetzt. Das Hauptquartier befand sich im Camp Liberty bei Bagdad. Die Division übernahm die militärische Verantwortung für die Zentral- und Südprovinzen des Iraks einschließlich der Region um Bagdad und anderer Großstädte sowie die Ausbildung irakischer Sicherheitskräfte. Dabei kam es auch zu weiteren militärischen Konfrontationen mit militanten Gruppen. Das führte auch zu Kollateralschäden in der Zivilbevölkerung. Ende 2006 beendete die Division ihren Irakeinsatz und kehrte in die Vereinigten Staaten zurück.
Am 19. Januar 2007 wurde Thurman zum Generalleutnant befördert. Gleichzeitig erhielt er das Kommando über das V. Korps, das damals in Heidelberg angesiedelt war. Diesen Posten bekleidete er für etwa acht Monate bis zum 8. August 2007. Nach einer zwischenzeitlichen anderen Verwendung übernahm er am 3. Juni 2010 das Kommando über den United States Army Forces Command in Fort McPherson in Georgia. Dieses Amt behielt er bis zum 7. Juli 2011. Es folgte eine Versetzung nach Südkorea, wo er am 11. Juli 2011 das kombinierte Oberkommando über das United Nations Command, die United States Forces Korea und den gemeinsamen amerikanisch-südkoreanischen Militärverbund erhielt. Dieses dreifache Kommando behielt er bis zum 12. Oktober 2013. Am 22. November 2013 wurde er im damaligen Fort Hood (heute Fort Cavazos) mit einer militärischen Zeremonie in den Ruhestand verabschiedet.

## Orden und Auszeichnungen
James Thurman erhielt im Lauf seiner militärischen Laufbahn unter anderem folgende Auszeichnungen:
- Defense Distinguished Service Medal
- Army Distinguished Service Medal
- Defense Superior Service Medal
- Legion of Merit
- Bronze Star Medal
- Meritorious Service Medal
- Army Commendation Medal
- Army Achievement Medal
- Joint Meritorious Unit Award
- Valorous Unit Award
- Superior Unit Award
- National Defense Service Medal
- Armed Forces Expeditionary Medal
- Southwest Asia Service Medal
- Kosovo Campaign Medal
- Iraq Campaign Medal
- Global War on Terrorism Expeditionary Medal
- Global War on Terrorism Service Medal
- Korea Defense Service Medal
- NATO-Medaille
- Order of National Security Merit (Südkorea)
- Kuwait Liberation Medal (Saudi-Arabien)
- Kuwait Liberation Medal (Kuwait)